# Мост Лалазара
Мост Лалазара (азерб. Laləzar körpüsü) — каменный арочный мост через реку Баргюшад (Воротан) в Губадлинском районе Азербайджана.

## История
Мост был построен в 1867 году Овакимом Лалазарянцем, а в 1900—1902 годах отремонтирован его сыном — Симеоном, о чём свидетельствует сохранившаяся 10-строчная надпись на левобережной опоре с низовой стороны.

## Конструкция
Мост двухпролётный каменный арочный. Разбивка на пролёты — 13,84 + 12,66 м. В плане пролёты расположены под углом друг к другу. Фасады арок сложены из тёсаного камня. Высота конструкции над уровнем воды — 9,1 м. Ширина моста составляет 4,31 м.